# Eintracht Braunschweig
Braunschweiger Turn- und Sportverein Eintracht von 1895 Eingetragener Verein ou simplesmente Eintracht Braunschweig é uma agremiação esportiva alemã, fundada em 15 de dezembro de 1895, sediada em Brunsvique, na Baixa Saxônia, que ostenta como maior conquista um título do Campeonato Alemão de Futebol. Atualmente disputa a 2. Bundesliga, a segunda divisão do futebol alemão.
Eintracht, em alemão, significa "harmonia".
O time joga no Eintracht-Stadion, que também é a casa do time de futebol americano da elite alemã "New Yorker Lions".

## História
O clube foi fundado em 1895 com o nome de FuCC Eintracht. FuCC significa futebol e cricket clube. Em 1906, foi renomeado para FC Eintracht 1895 e.V. e, em 1920, tomou o nome de Eintracht Braunschweig. Em 1945, por conta do Regime Nazista, foi dissolvido, passando a se intitular TSV Braunschweig . Enfim, em 1949, passou à denominação atual.
Teve uma história movimentada e desde o início é uma das equipes mais amadas da Alemanha setentrional. Venceu o campeonato da Alemanha do Norte, em 1908, e, em 1913. No ano seguinte cedeu três atletas para a Seleção. Sob o regime do Terceiro Reich, atuou na Gauliga, um reagrupamento regional, fazendo uma aparição na fase final. Depois da guerra, continuou a jogar a máxima série, exceto na temporada 1952-1953. O time porém foi acometido de uma tragédia em 1949, quando Faehland, goleiro da equipe, morreu de uma hemorragia interna, após um choque com um atacante do SV Werder Bremen durante uma partida. O clube faria uma outra aparição na fase final da temporada de 1958, alcançando o terceiro lugar.
O Eintracht, durante os anos 1960, viveu um período de prosperidade graças à admissão na Bundesliga, recém-nascida máxima série da BRD, em 1963. O cume foi alcançado na temporada 1966-1967, vencendo o scudetto. A equipe marcou 27 gols e esse recorde só foi batido pelo SV Werder Bremen somente em 1988. Na temporada 1976-1977 alcançou a terceira colocação, atrás do Borussia Mönchengladbach, por um ponto, e do Schalke 04 pela diferença no saldo de gols. Dez jogadores da equipe foram convocados para a seleção alemã durante esse vintênio.
Na temporada 1985-1986, o Eintracht militou somente na Zweite Bundesliga, a segunda divisão, e na Regionalliga, a terceira. Na temporada 2007-2008 foi admitida na Dritte Bundesliga. Na temporada 2010-2011, venceu o campeonato da Dritte Bundesliga, e foi promovida com três rodadas de antecedência para a 2. Fußball-Bundesliga.
Na temporada de 2021-22, após ser rebaixado para 3. Liga na 17° posição em 2020-21,o clube de Brunsvique foi promovido para 2. Bundesliga após o Kaiserslautern ser derrotado por 2 a 0 para o Viktoria Köln.

## Títulos
| NACIONAIS | NACIONAIS                      | NACIONAIS | NACIONAIS  |
|           | Competição                     | Títulos   | Temporadas |
| --------- | ------------------------------ | --------- | ---------- |
|           | Campeonato Alemão              | 1         | 1966-67    |
|           | Campeonato Alemão - 3ª Divisão | 1         | 2010-11    |

Outras Conquistas
Liga
- Oberliga Nord:
  - Vice-campeão (1): 1958;
- Northern German championship:
  - Campeão (2): 1908, 1913;
  - Vice-campeão (6): 1906, 1907, 1909, 1911, 1912, 1924;
- Gauliga Südhannover-Braunschweig:
  - Campeão (2): 1943, 1944;
- Südkreisliga/Bezirksliga Südhannover-Braunschweig/Oberliga Südhannover-Braunschweig:
  - Campeão (2): 1924, 1925;
  - Vice-campeão (4): 1922, 1927, 1931, 1932;
- Duchy of Brunswick championship1:
  - Campeão (11): 1905, 1906, 1907, 1908, 1909, 1910, 1911, 1912, 1913, 1917, 1918;

1No championship played in 1914 and 1915, results for 1916 are unknown.
Divisões inferiores
- 2. Bundesliga Nord:
  - Vice-campeão (1): 1981 (II);
- 3. Liga:
  - Vice-campeão (1): 2021-22 (III);

- Regionalliga Nord:
  - Campeão (2): 1974 (II), 2005 (III);
  - Vice-campeão (4): 1996 (III), 1997 (III), 1998 (III), 2002 (III);
- Amateur-Oberliga Nord:
  - Campeão (1): 1988 (III);
  - Vice-campeão (1): 1994 (III);
- Amateurliga Niedersachsen-Ost:
  - Campeão (1): 1953 (II);

Copas
- Lower Saxony Cup:
  - Campeão (2): 2004, 2011;
  - Vice-campeão (2): 1999, 2009;

Títulos internacionais
- UEFA Intertoto Cup:
  - Campeão (7): 1968, 1970, 1971, 1972, 1975, 1978, 1979;

## Cronologia recente
| Temporada | Divisão                 | Posição |
| 1999–2000 | Regionalliga Nord (III) | 3°      |
| 2000–01   | Regionalliga Nord       | 8°      |
| 2001–02   | Regionalliga Nord       | 2° ↑    |
| 2002–03   | 2. Bundesliga (II)      | 15° ↓   |
| 2003–04   | Regionalliga Nord (III) | 6°      |
| 2004–05   | Regionalliga Nord       | 1° ↑    |
| 2005–06   | 2° Bundesliga (II)      | 12°     |
| 2006–07   | 2° Bundesliga           | 18° ↓   |
| 2007–08   | Regionalliga Nord (III) | 10°     |
| 2008–09   | 3° Liga (III)           | 13°     |
| 2009–10   | 3° Liga                 | 4°      |
| 2010–11   | 3° Liga                 | 1° ↑    |
| 2011–12   | 2° Bundesliga           | 8ª      |

## Elenco
- Atualizado em 02 de abril de 2022.

Legenda
- : Capitão
- : Lesão

## Uniformes

### Uniformes atuais
- 1º - Camisa amarela, calção azul e meias amarelas;
- 2º - Camisa azul, calção amarelo e meias azuis.

| 1º Uniforme | 2º Uniforme |

### Uniformes anteriores
- 2018-19

| 1º Uniforme | 2º Uniforme | 3º Uniforme |

- 2017-18

| 1º Uniforme | 2º Uniforme |

- 2016-17

| 1º Uniforme | 2º Uniforme | 3º |

- 2015-16

| 1º | 2º | 3º |

- 2014-15

| 1º | 2º | 3º |

- 2013-14

| 1º | 2º |

- 2012-13

| 1º | 2º |

- 2011-12

| 1º | 2º |

- 2010-11

| 1º | 2º |